# Teucrium carvalhoi
Teucrium carvalhoi là một loài thực vật có hoa trong họ Hoa môi. Loài này được A.F.Carrillo & al. miêu tả khoa học đầu tiên năm 1997.